# Latifundium

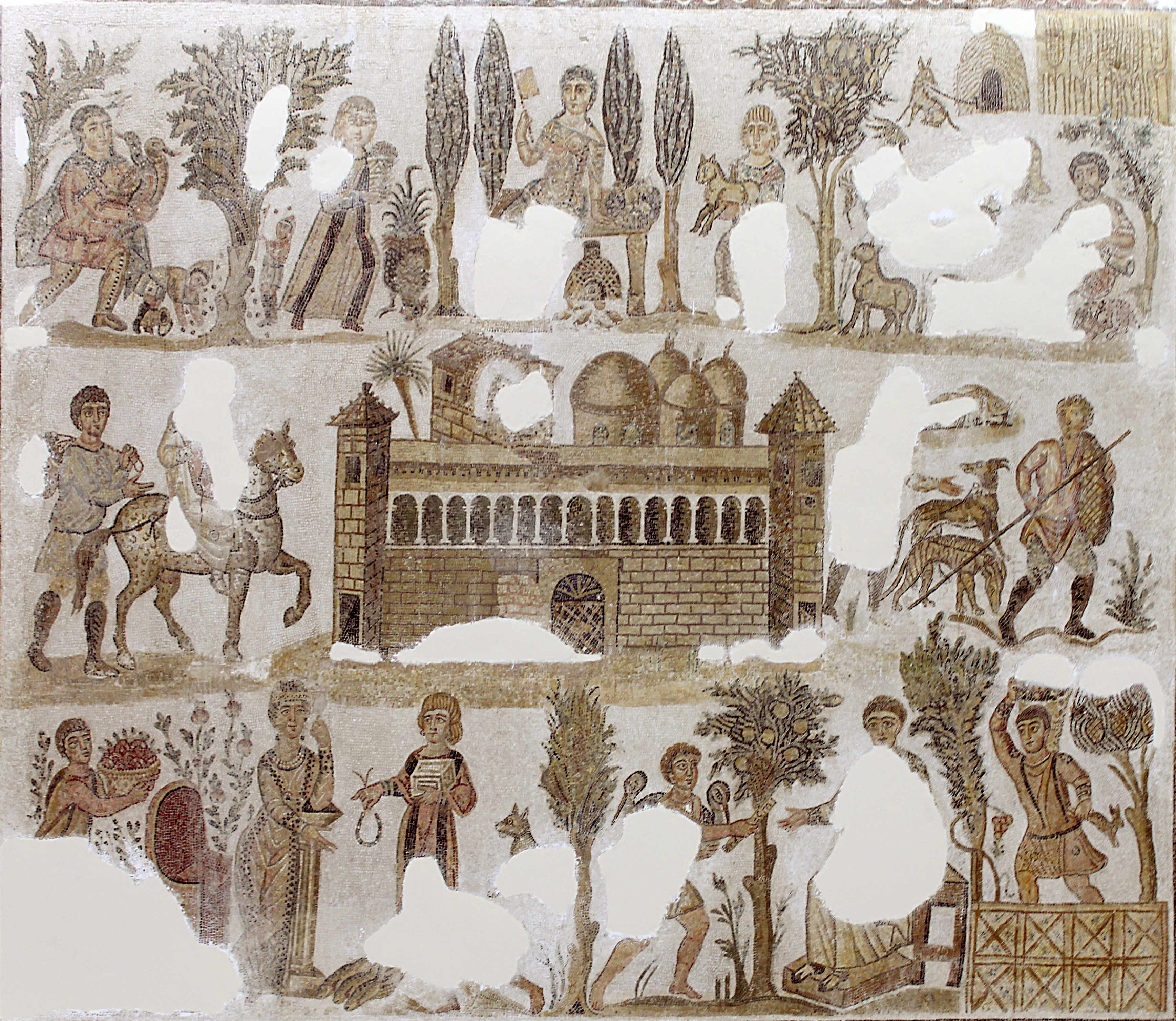
Mozaïek van een latifundium uit het huis van Dominus Julius (Bardomuseum).

Een latifundium was een grootschalig landbouwbedrijf in het Romeinse Rijk. Latifundia werden bewerkt door slaven. Het woord komt uit het Latijn en staat voor 'latus' = breed en 'fundus' = stuk grond. Latifundium betekent dus letterlijk breed stuk grond. Deze latifundia waren vooral te vinden op Sicilië en in het zuiden van Italië. 
De opkomst van de latifundia was verbonden met de groei van de stad Rome als afzetmarkt, met de import van grote massa's slaven zoals tijdens de Punische oorlogen en met de gedeeltelijke neergang van de vrije Romeinse boerenstand in de 2de eeuw v.Chr., dat alles weer ten gevolge van de Romeinse expansie. 
Een latifundium had vooral belang bij producten als graan, wijn en olijfolie. Aangezien de productie van wijn tamelijk arbeidsintensief was, kon de inzet van slaven met name hier lonend zijn. 
Gevoegd bij de relatief gemakkelijke beschikbaarheid van slaven dankzij de Romeinse veroveringsoorlogen verklaart dit mogelijk dat het latifundium-systeem economisch winstgevend kon zijn en door landeigenaren geprefereerd kon worden boven het in pacht uitdelen van hun land onder afhankelijke pachters.